# Leányvásár (operett)
A Leányvásár című operett Jacobi Viktor zeneszerző háromfelvonásos műve, a szövegkönyvet Bródy Miksa írta, hozzá a verseket Martos Ferenc költötte. A darab premierje 1911. november 14-én volt a Király Színházban, Budapesten. Ez az operett volt Jacobi első jelentős sikerű műve nem csak Magyarországon, hanem külföldön is. 
Az operettet angol nyelven is bemutatták 1913-ban, az adaptációt Gladys Unger, a szövegkönyvet Arthur Anderson és Adrian Ross írta, és a Daly s Theatre játszotta Londonban.  A Brodway-on a Knickerbocker Theatre mutatta be, hozzá a világhírű Jerome Kern írt további dalokat.
1916-ban Jack címmel spanyolul is előadták a Teatro de la Zarzuelában, Madridban, az adaptációt Emilio González del Castillo készítette, a zenét Pablo Luna adaptálta. Az operett később lekerült a külföldi színházak repertoárjáról (romániai magyar színházak kivételével), de Magyarországon időnként előveszik.

## Szereplők
| Szereplő                    | Hangfekvés |
| --------------------------- | ---------- |
| Harrison                    |            |
| Harrisonné                  |            |
| Lucy, Harrisonék lánya      | szoprán    |
| Bessy                       | szoprán    |
| Tom Migless                 | tenor      |
| Gróf Rottenberg             |            |
| Fritz, Gróf Rottenberg fia  |            |
| Jefferson, Harrison titkára |            |
| Kocsmáros                   |            |
| Sam, néger kocsmáros        |            |
| Simpson, börtönőr           |            |
| Jim Steward                 |            |
| Brackfield, revürendező     |            |
| Hajóskapitány               |            |
| Cowboy                      |            |
| Inas                        |            |
| Szobalány                   |            |

## Cselekménye
Martos Ferenc és Brody Miklós "angol" operettet írattak Jacobival.
- Helyszín:

San Francisco környéki falu
- Idő:

### Első felvonás
- Helyszín:

A San Francisco környéki falu
A faluban éppen leányvásárt tartanak, ahol a farmerek túladnak leányaikon. A vásár régi törvénye, hogy azt a lányt, aki mindenkit kikosaraz, csúfságból férjhez adják a falu "utolsó" legényéhez. Ez a tréfaházasság persze nem érvényes és csak arra kötelezi a leanyt, hogy egész éjjel táncoljon.
Megérkezik a vásárra Harrison, San Francisco-i milliomos képviselő is, akinek ez a helyiség a választókerületéhez tartozik. Vele van a leánya Lucy is. Éppen ő az, aki ezúttal mindenkinek kosarat adott, ugyanis neki van vőlegénye, az ifjabb Rottenberg gróf. Szabály azonban szabály, és Harrison Lucyn is végrehajtják a leányvásár törvényét: férjhez adják Tom Migleshez, a környék csavargójához. Operettről lévén szó, Tom nem igazi csavargó – valamikor San Francisco gavallérja volt, igazi neve Tom Fleetwood. Az apját éppen Harrison papa tette tönkre a tőzsdén, és azóta a két Fleetwood (apa és fiú) nyomtalanul eltűnt. 
Tom Migles (vagyis Tom Fleetwood) elérkezettnek látja az alkalmat, hogy bosszút álljon a családja ellen sokat vétett Harrisonon. Megvesztegeti a seriffet, aki térvás esküvön komolyan és érvényesen esketi meg Tomot Lucyvel. Természetesen parázs botrány tör ki, amikor kiderül, hogy a házasság érvényes. Harrisonék könyörögnek a "csavargó"-nak, aki azonban hajthatatlan és csak pünkösdig ad szabadságot Lucynek. A leány addig visszatérhet szüleihez.

### Második felvonás
- Helyszín:

Lucy nevű tengerjáró jacht
Harrisonék és Rottenberg grófék (ugyancsak apa és fiú) jachtjukon bolyonganak a vilagban, hogy így megmeneküljenek Tom elől. Éppen pünkösd napja van. Harrisonék már éppen azt hiszik, hogy sikerült megszökniük, amikor kiderül, hogy a hajó egyik fűtője – éppen Tom Migles.
Harrison vesztegetéssel próbál vejétől megszabadulni, de mindhiába. Tom annál is inkább hajthatatlan, mert Lucy, akinek nagyon tetszik a vad és energikus cowboy, már bevallotta neki szerelmét. Az öreg Rottenberg ravasz cselhez folyamokik, majd ő kiábrándítja Lucyt. Frakkba öltözteti Tomot, hogy ezzel megszabadítsa a romantikától. De Tom frakkban még jobban fest, és kiderül róla, hogy igazi gavallér. Tom ekkor az egész társaság előtt kijelenti, hogy ő a híres Fleetwood fia, és hogy az egész esketést bosszúból eszelte ki. A második felvonás végén, a kötelező bonyodalom érdekében Lucy most azt hiszi, hogy Tom csak bosszúból vette őt feleségül, visszautasítja hát a legényt, és a fiatal grófnak igéri a kezét.

### Harmadik felvonás
Lucy és az ifjabb Rottenberg esküvőjére készülnek. Mindenki szomorú, leginkább az ifjabb gróf, aki nagy bajban van, mert be kell vallania, hogy két nappal előbb esküdött meg Lucy fiatal és szép komornájával, Bessyvel. Miután a titok kipattan, Lucy ismét szabad. De nem sokáig. Tom hamarosan bebizonyítja tiszta szándákát, és az egybegyűlt közönség megünnepelheti Tom és Lucy, most már komoly eljegyzését. A darab slágerével, a "No de méltóságos úr"-ral ér véget az operett.

## Operettslágerek

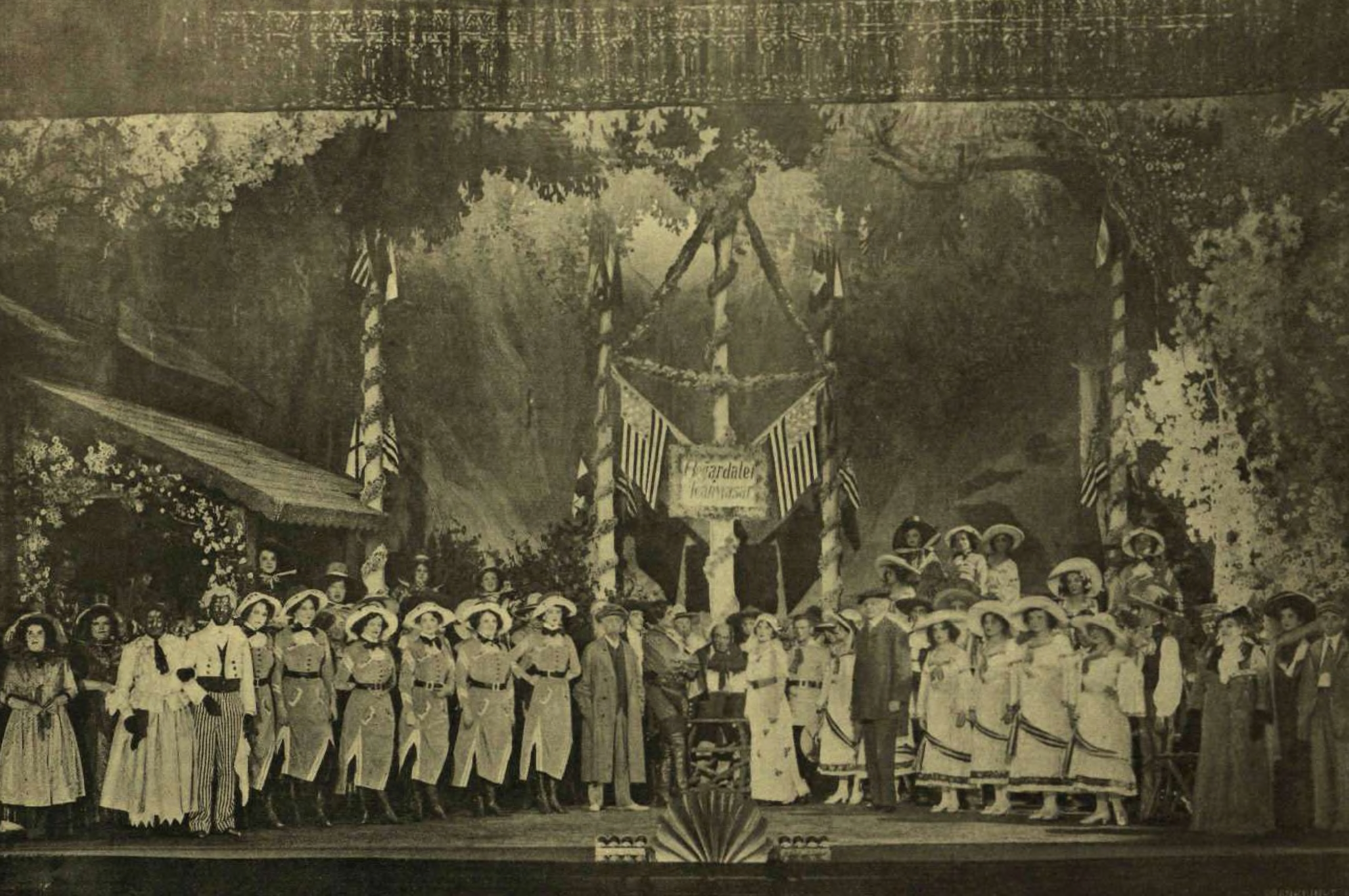
Az első felvonás fináléja az ősbemutatón

- Lucy dala (De nagyot iramodtam...)
- Mondjad igazán, leszel a babám... (Ha lennék egy lánykának édes szerelme...)
- Kettecskén (Kettecskén, az élet édes álom...)
- Dzsiloló (Gilolo) (Történt hajdanán, hogy egy hottentotta lány...)
- Tele van az élet (Tele van az élet rejtelemmel...)
- Finálé (Merész vagy ember, látom...)
- Négyes (Kezdje végre gróf uram...)
- Lucy és Tom kettőse (Mondjad igazán, leszel a babám... Vártalak ide...)
- No de méltóságos úr
- Tengerész-dal (Ha zúg a szél és viharos a tenger...)

## Bemutatók
- Premier: 1911. november 14. Király Színház
- 1913. május 17. Daly's Theatre, London, Nagy Britannia (423 előadás)
- 1913. szeptember 22. Knickerbocker Theatre, Broadway, USA (80 előadás)
- 1992. Szegedi Nemzeti Színház, Szeged
- 2004. április 24., Győri Nemzeti Színház, Győr
- 2007. május 4., Sziget Színház
- 2009. március 27., Pécsi Nemzeti Színház, Pécs
- 2010. január 29., Szigligeti Színház, Szolnok
- 2013. július 5., Szegedi Szabadtéri Játékok – Dóm tér
- 2019. január 20. Fedák Sári Színház, Soroksár, Budapest
- 2019. május 25. Nemzeti Lovas Színház, Kincsem Park, Budapest
- 2024. november 8. Kecskeméti Katona József Nemzeti Színnéz

## Megfilmesítések
- Leányvásár (magyar romantikus vígjáték , 88 perc, 1941.), rendező: Podmaniczky Félix
- Leányvásár (magyar játékfilm, 1982.), rendező: Zsurzs Éva